# Жиро, Андре
Андре Жиро (фр. André Giraud; 3 апреля 1925, Бордо, Франция — 27 июля 1997, Леваллуа-Перре, Франция) — французский государственный деятель, министр обороны Франции (1986—1988).

## Биография
В 1949 году окончил парижскую Политехническую школу и был принят в инженерный корпус. До 1978 года его карьера была связана с деятельностью на государственной службе и в государственных корпорациях, в первую очередь в нефтяной и атомной промышленности. Сыграл важную роль в обеспечении того, чтобы ядерная промышленность была максимально связана с государством.
- 1958—1964 гг. — заместитель генерального директора Французского института нефти,
- 1964—1969 гг. — директор департамента топлива министерства промышленности,
- 1965—1971 гг. — вице-президент автоконцерна «Рено»,
- 1970—1978 гг. — заместитель министра-делегата Комиссии по атомной энергии (CEA), директор Électricité de France,
- 1976—1978 гг. — президент атомного концерна Cogema (впоследствии — Areva и Areva NP),
- 1978—1981 гг. — министр промышленности,
- 1981 г. — профессор Университета Париж-Дофин, в 1982 году учредил Геополитический центр энергетики и сырья (CGEMP),
- 1986—1988 гг. — министр обороны Франции. На этом посту курировал строительство ядерного авианосца «Шарль-де-Голль».

В реализации энергетической политики добивался снижения зависимости от США и поставок нефти за счёт массового строительства атомных электростанций (4-5 вместо запланированных двух), внедрения полного цикла обработки урана, добываемого Cogema (в частности, в Нигере и Габоне), переработки отработавшего топлива и выделения плутония, разработки нового поколения ядерных реакторов на быстрых нейтронах и расширения использования доступного урана.
В 1988 году объявил об уходе из политики. В 1991 году основал консалтинговую фирму «Генеральная компания инноваций и развития» (Cogidev).